# Ospedale di Santa Maria Nuova
L'arcispedale di Santa Maria Nuova è un ospedale di Firenze, situato nell'omonima piazza, nel centro storico. Fondato nel 1288 da Folco Portinari, padre della celebre Beatrice amata da Dante, è l'ospedale più antico della città tra quelli tuttora pienamente attivi, e uno dei più vecchi d'Europa. Nella sua storia plurisecolare l'ospedale e la sua chiesa di Sant'Egidio furono abbelliti da importantissime opere d'arte, oggi in parte confluite in istituzioni museali o tuttora in loco; inoltre riveste un posto nella storia della medicina grazie soprattutto all'antica Facoltà di Medicina e Chirurgia e all'attività di Maurizio Bufalini.
Il complesso appare nell'elenco redatto nel 1901 dalla Direzione Generale delle Antichità e Belle Arti, quale edificio monumentale da considerare patrimonio artistico nazionale.

## Storia

### Origini

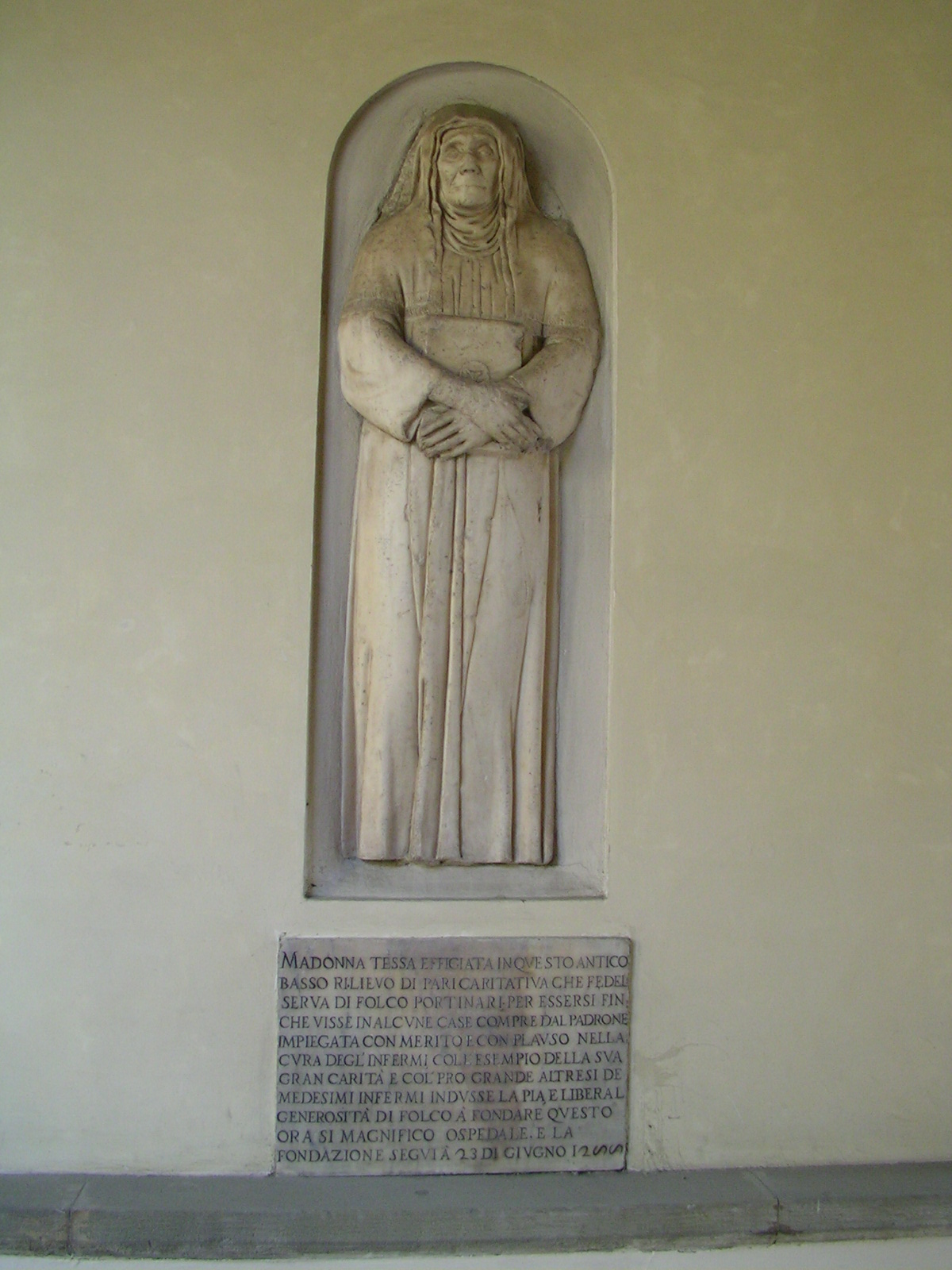
Il monumento funebre di Monna Tessa

Il 24 aprile 1285 Folco Portinari, il padre della Beatrice dantesca, acquistò un pezzo di terra con casolare antistante alla chiesa di Sant'Egidio, in una zona che proprio in quegli anni era stata inclusa dentro le nuove mura. Folco, come molti ricchi banchieri in sospetto di usura, alla fine della propria vita voleva riscattare la propria anima con le opere pie, offrendo assistenza ai malati. In questo fu ispirato dalla figura della governante di casa Monna Tessa. 
La primissima sede dell'ospedale, dove cominciarono i lavori nel 1286, non coincideva con quella odierna, ma si trovava dirimpetto alla chiesa, con ingresso da via dell'Oriuolo, dove oggi si trova il complesso delle Oblate. L'atto di fondazione ufficiale dell'ospedale venne rogato il 23 giugno 1288, con una ricca dotazione di beni mobili e immobili, e con primo spedalingo Benedetto Ridolfo da Montebonello. Il 5 luglio dello stesso anno il vescovo Andrea de' Mozzi concesse un'indulgenza per chiunque lasciasse elemosine e donazioni all'ospedale, e nel 1296 Francesco Monaldeschi stabilì la scomunica per chiunque avesse danneggiato l'ospedale con la cattiva amministrazione. La stessa Monna Tessa, con altre pie donne, appena fondato l'ospedale, diede vita alla congregazione delle Oblate, terziarie antesignane delle infermiere, che si occupavano dei malati. 
Il 31 dicembre 1289 Folco morì, venendo sepolto nella cappella dell'ospedale, dove nel 1327 fu inumata anche Monna Tessa. 
La prima corsia aveva appena dodici letti, talvolta occupati anche da due malati, e vista la grande domanda di ricoveri, già pochi anni dopo si rivelò insufficiente, tanto che nel 1296 venne acquistato per 2140 fiorini il convento di Sant'Egidio, che ormai ospitava solo otto Frati della penitenza di Gesù Cristo detti "della Sacca". Nel 1315 vennero conclusi i lavori di adeguamento, e da allora Sant'Egidio divenne la struttura per gli uomini, mentre le donne erano ospitate nel complesso delle Oblate, con una nuova grande corsia lungo via delle Pappe (oggi via Folco Portinari), strada che veniva chiamata così proprio per le pappette che venivano somministrate giornalmente alle ammalate. Le oblate e i "conversi" (frati laici addetti alla cura degli infermi) si spostavano tra le due strutture usando un passaggio sotterraneo, ancora esistente, sebbene a metà tamponato. 
Dal 1315 inoltre, presso la struttura maschile, venne approntato un cimitero, che fino al Settecento fu uno dei più utilizzati della città. Già nel 1321 l'assistenza medica era all'avanguardia grazie alla fondazione della scuola chirurgica, collegata allo Studio fiorentino appena istituito.

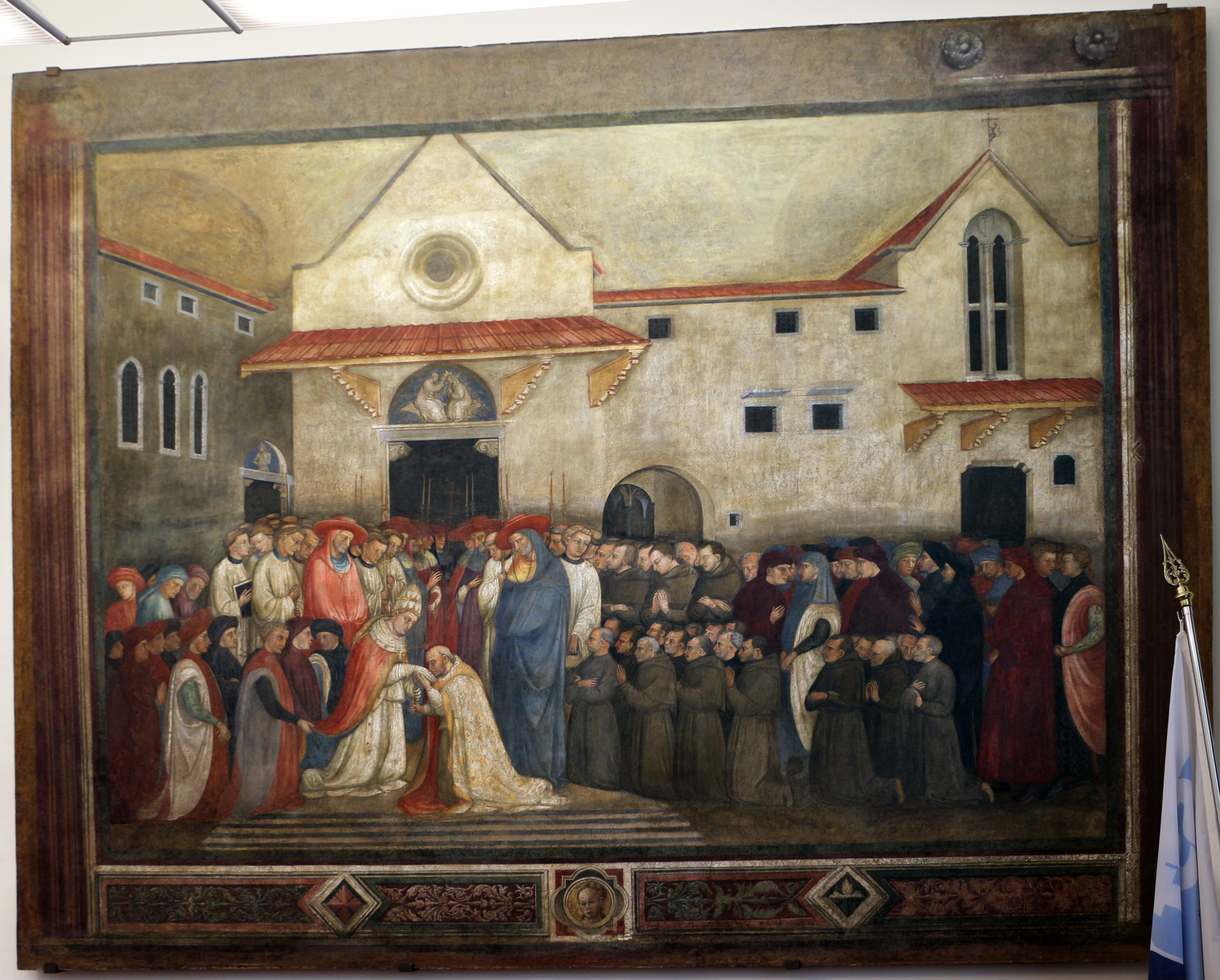
Bicci di Lorenzo, Papa Martino V consacra la chiesa di Sant'Egidio a Firenze, 1424 circa

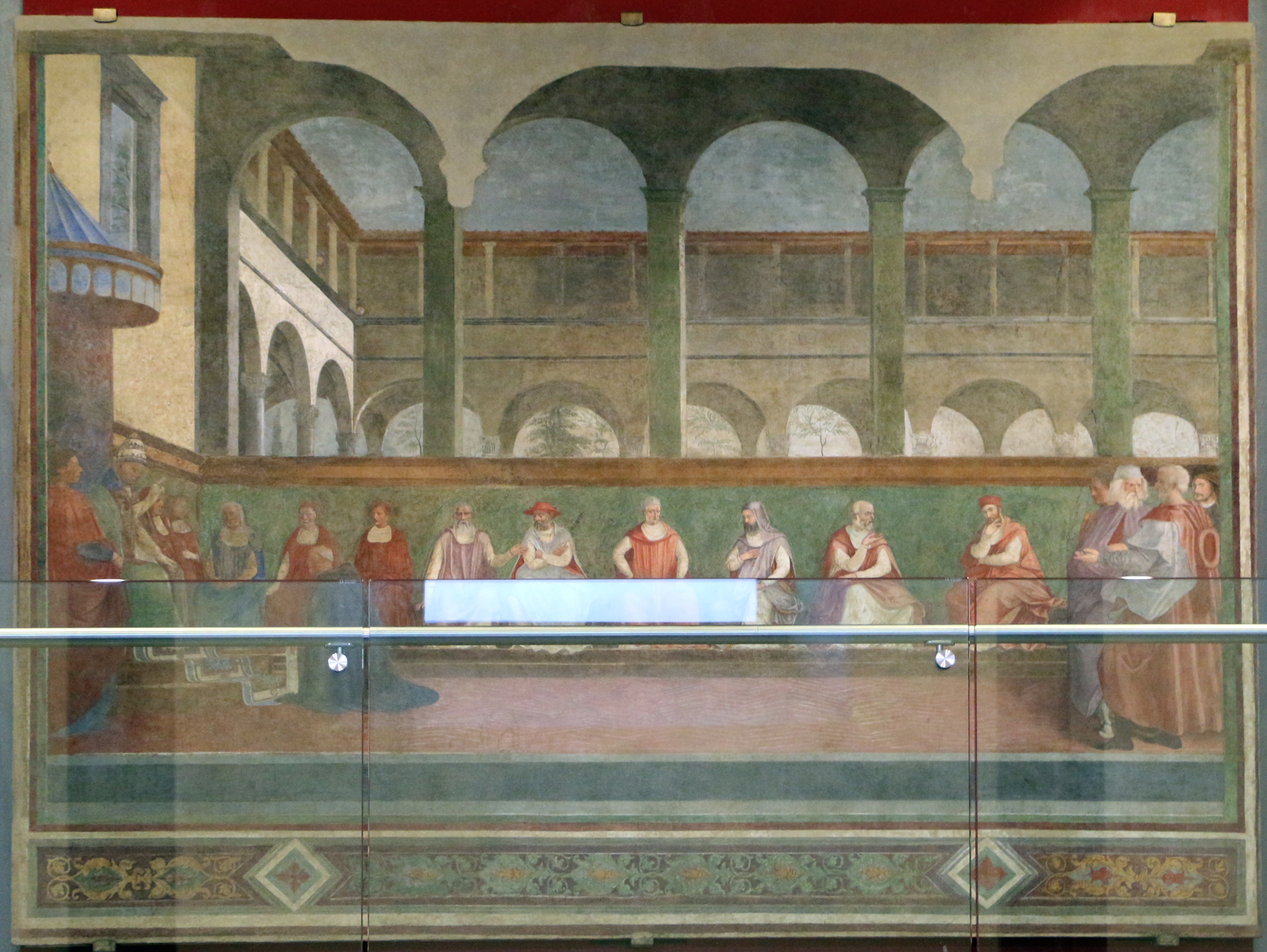
Gherardo del Fora (e Francesco del Brina), Papa Martino V conferma i privilegi dell'Arcispedale di Santa Maria Nuova, 1472 c. (poi 1560 c.)

A metà del Trecento, in seguito alla peste nera, Santa Maria Nuova ospitava già il ragguardevole numero di circa 200 malati al giorno, un numero enorme se si calcola che all'epoca una struttura ospedaliera fiorentina raramente superava i venti/trenta letti. Per permettere questa complessa gestione, Santa Maria Nuova ricevette privilegi, rendite ed esenzioni a iosa, sia dal papato che dalla Repubblica fiorentina, oltre alla cospicua donazione di 25.000 fiorini d'oro. L'ospedale maschile andò assumendo la forma di una grande corsia a forma di croce, afferente a vari chiostri e cortili, che sarebbe poi diventata un modello per i grandi complessi ospedalieri italiani ed europei. La facciata appariva più breve di quella odierna, col cortile che a ovest finiva all'altezza di Sant'Egidio.
Tuttavia le enormi dimensioni dell'ospedale, unite al fatto che molto spesso vi si rivolgessero anche i poveri e gli indigenti (diffuso era il detto «A Santa Maria Nuova chi non ha il male ve lo trova») e le difficoltà di gestione non esente da cattiva amministrazione, fecero sì che spesso l'ospedale attraversasse momenti di difficoltà.
Con la perdita di importanza della famiglia Portinari, l'ospedale iniziò a gravitare sotto la protezione dell'arcivescovo di Firenze e, dal XVII secolo, dei granduchi medicei.

### Quattrocento

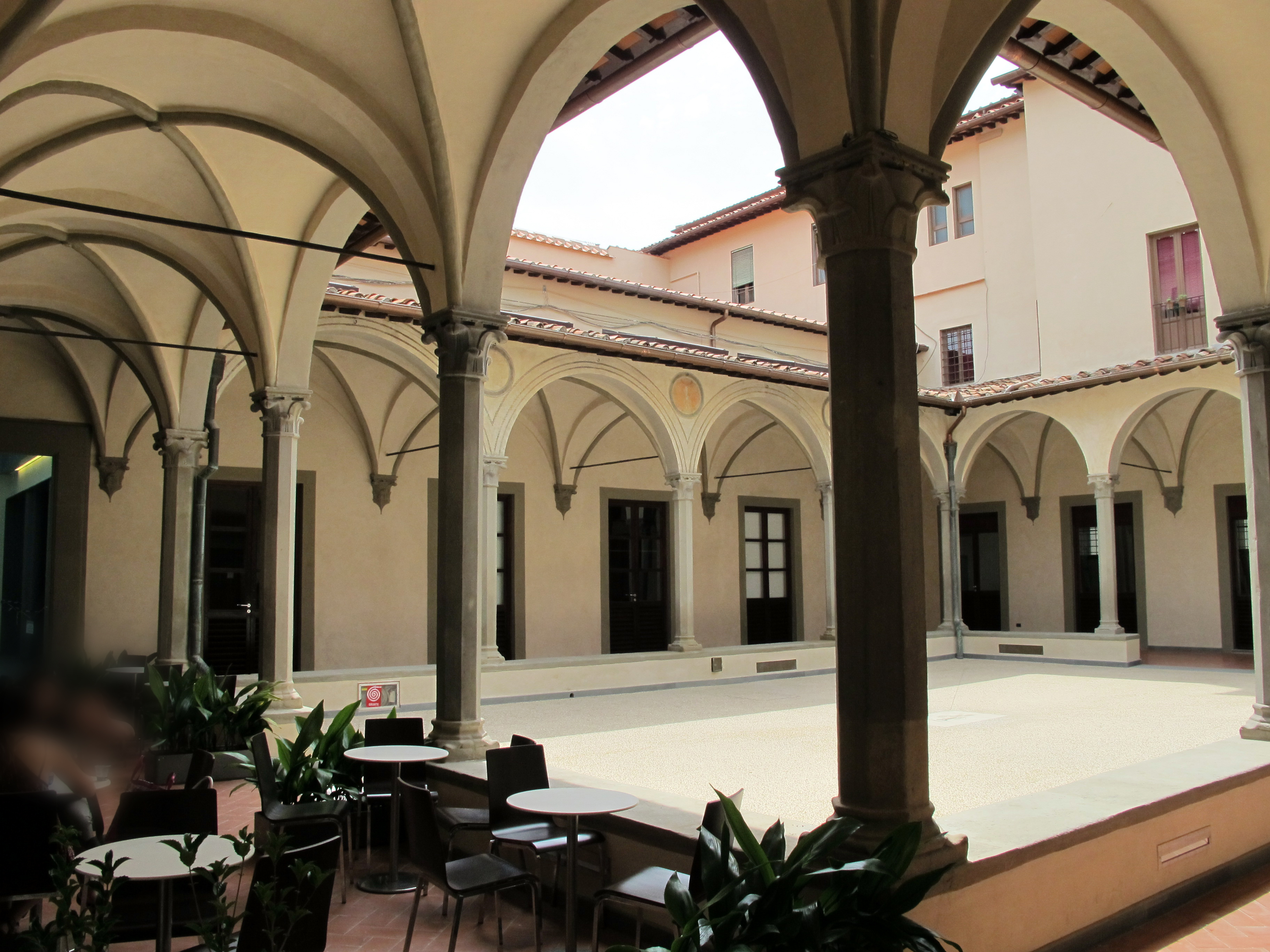
Il chiostro delle Medicherie (1420)

Un voluminoso codice all'archivio di Stato di Firenze ricorda le migliaia di possessioni dell'ospedale, che solo dentro le mura di Firenze arrivò a possedere 170 case date a pigione, le rendite di una ventina di chiese, monasteri e cappelle a Firenze e nel contado, arrivando a possedere anche beni e terreni in tutta la Toscana. Grazie alla celebrità dell'ospedale, vi accorrevano per fare pratica i medici migliori e più promettenti di tutta la Toscana. 
Specialmente nel XV secolo l'ospedale attraversò un periodo di notevole floridezza economica e nel 1419 ricevette la visita di papa Martino V. A quest'epoca risalgono gli interventi di trasformazione e ampliamento dell'edificio, come l'allungamento dell'aula di Sant'Egidio e l'aggiunta nel 1420 del chiostro delle Medicherie, ad opera di Bicci di Lorenzo. Sempre nei primi decenni del XV secolo le corsie furono decorate da Niccolò di Pietro Gerini, affreschi che oggi in parte sono conservati nelle collocazioni originarie, in parte staccati e sistemati nel salone di papa Martino V dove hanno oggi luogo alcuni uffici di rappresentanza della presidenza. Nella chiesa di Sant'Egidio venne realizzato un importante ciclo di affreschi da Domenico Veneziano e altri, considerato per importanza al pari della cappella Brancacci. 
Alla fine del Quattrocento Leonardo da Vinci avviò una scuola di anatomia umana, che divenne un polo di attrazione per gli artisti che potevano studiarvi il corpo umano nei minimi dettagli. La loro confraternita, la Compagnia di San Luca, ebbe infatti come prima sede una cappella negli orti a nord di Sant'Egidio. Al tempo di Cristofano Landino si ospitavano trecento ammalati al giorno, con continuo ricambio di lenzuola pulite, e attenzione a ciascun malato, secondo i differenti tipi di morbo. 
Nell'ex chiostro delle Ossa si trovava l'affresco staccato rappresentante il Giudizio universale di Fra Bartolomeo (1499), ora al Museo di San Marco.

### Cinquecento

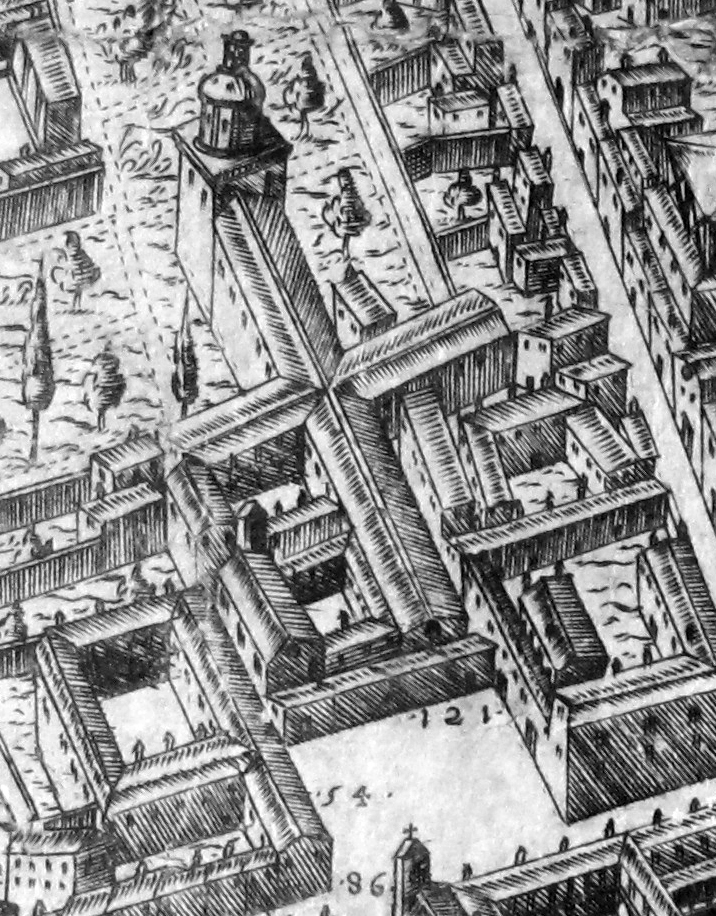
L'ospedale nella pianta del Buonsignori (1594), con la grande corsia a croce culminante nella cappella del Buontalenti

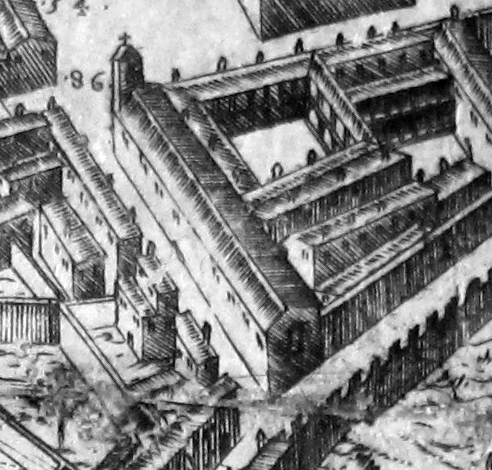
Il complesso femminile nella pianta del Buonsignori (1594)

Il 26 settembre 1500 fu eletto spedalingo il certosino Leonardo Buonafede, che in trent'anni riorganizzò la struttura finanziaria, migliorò l'assistenza ai degenti e commissionò numerose opere d'arte. La fama di Santa Maria Nuova era tale che il medico personale di papa Leone X, Lodovico da San Miniato, venne a visitarlo da Roma per ispirarsi nella riorganizzazione dell'ospedale di Santo Spirito in Saxia, e Enrico VIII, re d'Inghilterra, nel 1524 chiese gli statuti vigenti dell'ospedale per adattarli alle analoghe istituzioni londinesi. 
Ulteriori interventi si ebbero nel tardo Cinquecento ad opera di importanti artisti: al chiostro grande e alla cappella della corsia femminile lavorò Alessandro Allori (Samaritana al Pozzo in loco e pala d'altare oggi alla Galleria dell'Accademia); ad una estremità della corsia degli uomini venne addossata scenograficamente una grande cappella (1575-1576) dotata di cupola, opera di Bernardo Buontalenti, con stucchi del Giambologna (autore anche dell'altare in marmi pregiati poi trasferito nella chiesa di Santo Stefano al Ponte) e affreschi pagati all'Allori, ma realizzati dal suo allievo Francesco Mati (1586). Sempre il Buontalenti, su incarico di Francesco I de' Medici, progettò anche il rinnovo degli altari in Sant'Egidio e il grande porticato del fronte principale, anche se non ne vide la messa in opera. Fu infatti eseguita solo dopo la sua morte in quattro tappe (subordinatamente alla ristrutturazione dei reparti retrostanti), alle quali corrispondono anche i diversi busti di granduchi sulle chiavi di volta: per Giulio Parigi nel 1612-16 (sei arcate est), poi nel 1661-1663 (cinque arcate mediane compresa la centrale), nel 1707-1710 (lato breve est) e portato a termine definitivamente solo nel 1959-1960 grazie alla Cassa di Risparmio di Firenze (lato breve ovest).

### Sei e Settecento

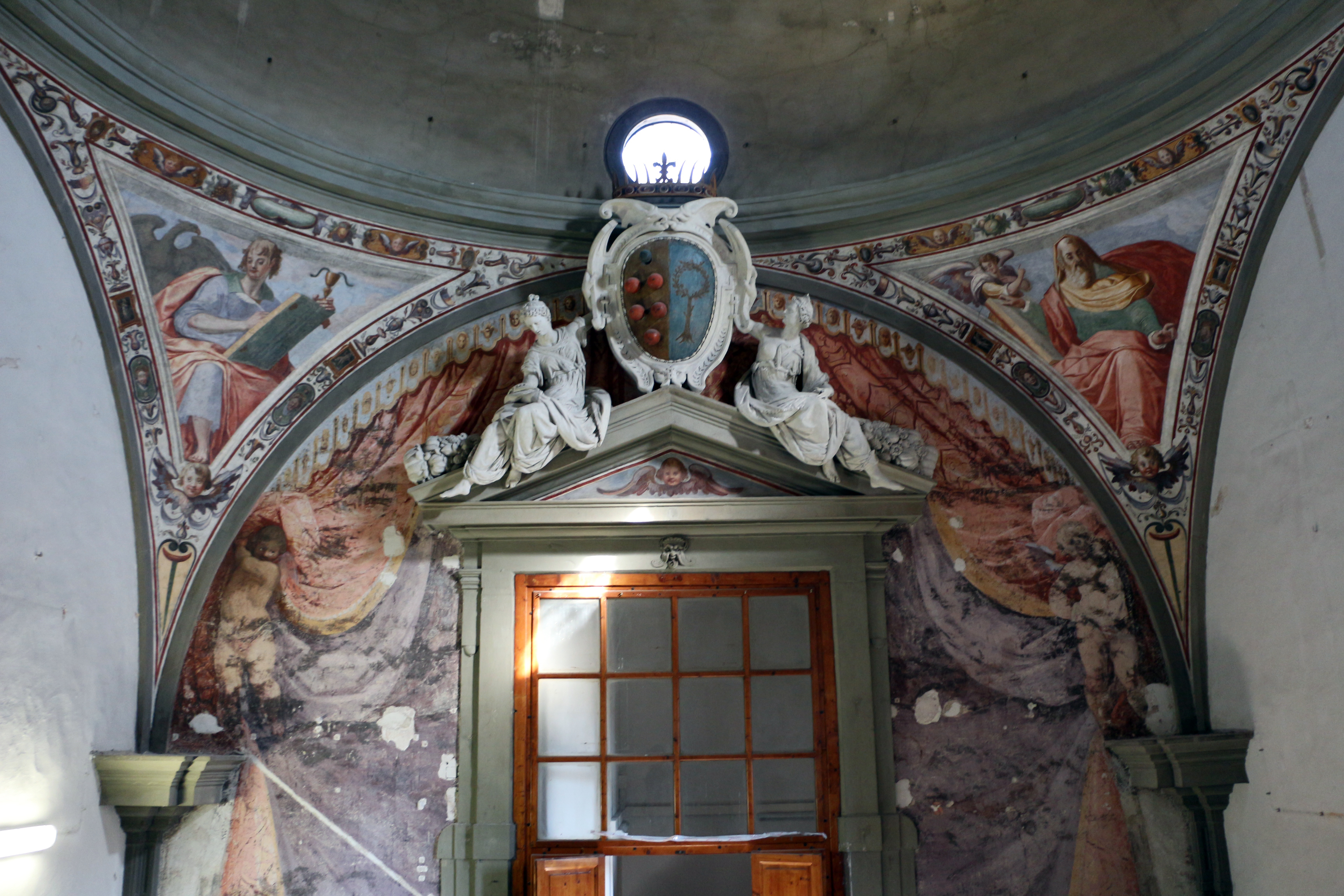
La cappella della corsia maschile

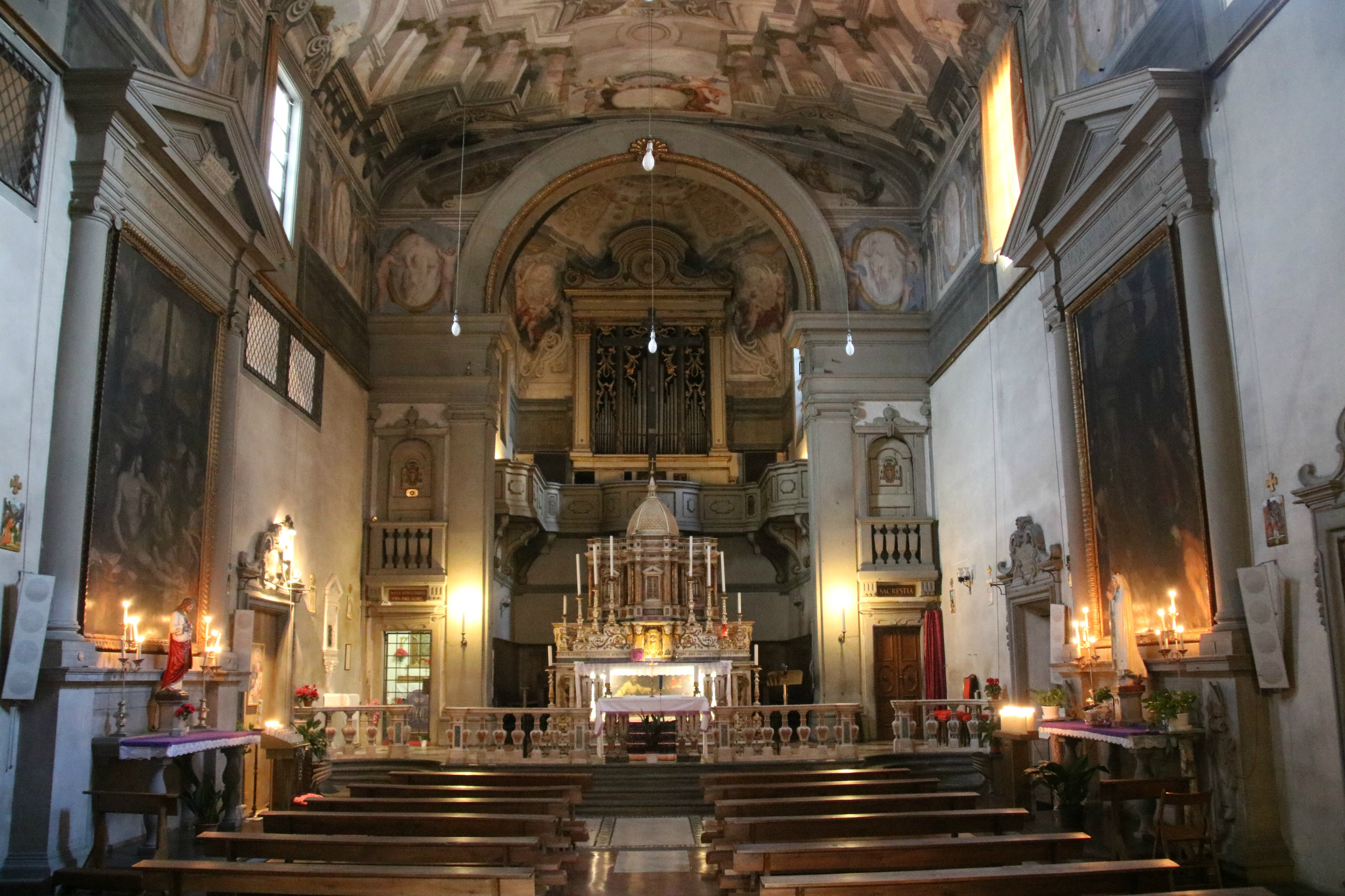
L'interno sei-settecentesco di Sant'Egidio

Nel 1617 i Medici ottennero ufficialmente il patronato dell'ospedale, a coronamento di tutti quei grandi lavori di ristrutturazione di cui si erano fatti promotori. 
Da una relazione del 1621 si apprende come l'ospedale registrasse alcuni disservizi, come l'uso di mettere più degenti nello stesso letto, la scarsa circolazione di aria pulita, il cimitero con buche non sufficientemente profonde, la spezieria poco assortita. Le ripetute ondate di pestilenza misero a dura prova la città, e richiesero nuove trasformazioni architettoniche e igienico-sanitarie a Santa Maria Nuova. Ferdinando II promosse interventi di miglioramento, culminanti nell'acquisto di nuovi letti singoli con struttura in ferro (al posto di quelli multipli in legno), l'ampliamento e risanamento della corsia maschile con nuove finestre e la realizzazione, nel 1660, di una nuova corsia delle donne a croce, accanto a quella degli uomini, progettata da Giovanni Battista Pieratti. Il 6 maggio di quell'anno le ammalate vennero quindi trasferite dal vecchio ospedale delle Oblate a quello nuovo antistante. Le migliorie portarono alla riduzione di circa un terzo della mortalità tra i degenti, e furono ampiamente lodate dai contemporanei.
Al tempo di Cosimo III il servizio spirituale fu affidato ai Padri Cappuccini (1682). Nel 1688 fu aperto un innovativo reparto riservato ai malati di mente, la "Pazzeria" che, con alterne vicende, sopravvisse fino al 1750, quando i malati, con quelli del manicomio di Santa Dorotea, furono riuniti all'ospedale dei Santi Filippo e Jacopo. Nello stesso periodo fu ampliata notevolmente la biblioteca sopra il loggiato est, a uso degli studenti della scuola di specializzazione medico-chirurgica.

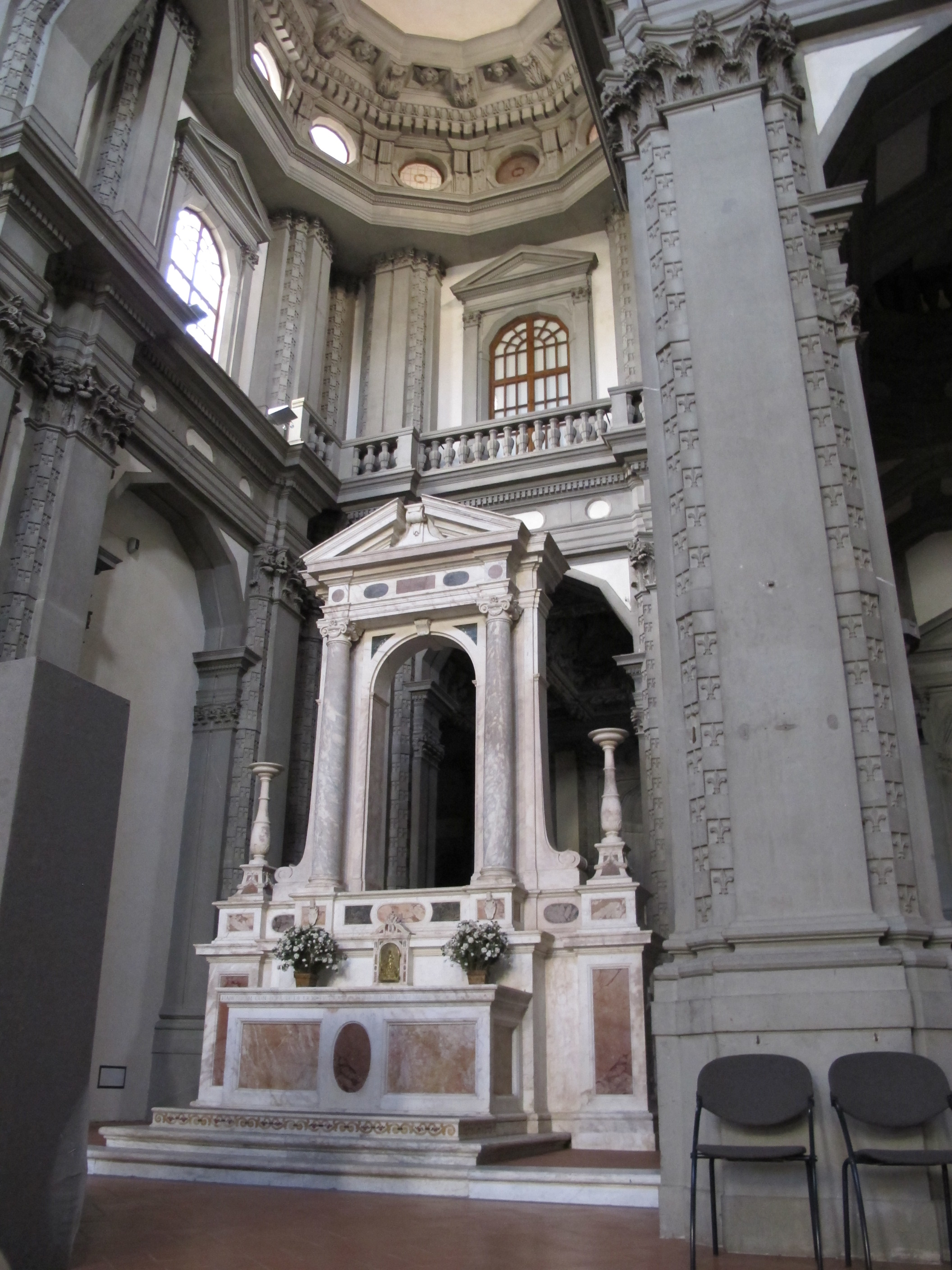
L'altare in pietre dure del Giambologna, dalla cappella della corsia maschile, oggi in Santo Stefano al Ponte

All'inizio del Settecento un resoconto ricorda come le rendite dell'ospedale non avessero eguali in Toscana, con diciotto fattorie, trecentoundici poderi, ventotto mulini, sessanta case in città e altrettante in campagna. Nel 1732 fu riorganizzato l'archivio. 
Nel 1741 i Lorena promossero un processo di laicizzazione, attraverso la sostituzione dello spedalingo religioso con dei commissari laici. Tuttavia una relazione del 1742 registrò una situazione caotica, dominata dal sovraffollamento e la cattiva gestione. Anche la soppressione e accorpamento degli ospedali minori cittadini in quegli anni, portò una serie di mendicanti straccioni a confluire a Santa Maria Nuova. Tra i primi provvedimenti ci fu quello di interrompere la sepoltura nel piccolo spazio del chiostro delle Ossa, tra le due infermerie, per un nuovo cimitero, ma una profonda riforma si ebbe solo nel 1782, sotto Pietro Leopoldo. Tuttavia la proposta di accorpare a Santa Maria Nuova tutti gli altri ospedali fiorentini, all'epoca in una migliore situazione economica, fu fortemente ostacolata dai rettori dell'ospedale Bonifacio, di quello di San Matteo, di San Paolo dei Convalescenti, del manicomio di Santa Dorotea e dell'ospedale di San Giovanni di Dio.

### Ottocento
L’incertezza politica dell'epoca napoleonica non influì, nonostante il rapido cambio dei governanti, sulla situazione generale di Santa Maria Nuova. Dal 1870 ulteriori cliniche furono allestite nel retrostante convento dismesso di Santa Maria degli Angeli, acquisito dall'istituzione in quello stesso anno.
Nel 1885 un censimento della popolazione ospedaliera afferente alla chiesa di Sant'Egidio contò ben 1303 persone. Importante fu il contributo alla scienza medica di Maurizio Bufalini, professore della Clinica medica dal 1835.
Le riforme del nuovo Regno d'Italia fondamentalmente confermarono l'aiuto statale, le rendite economiche e i lasciti e donazioni a Santa Maria Nuova.

### Epoca contemporanea

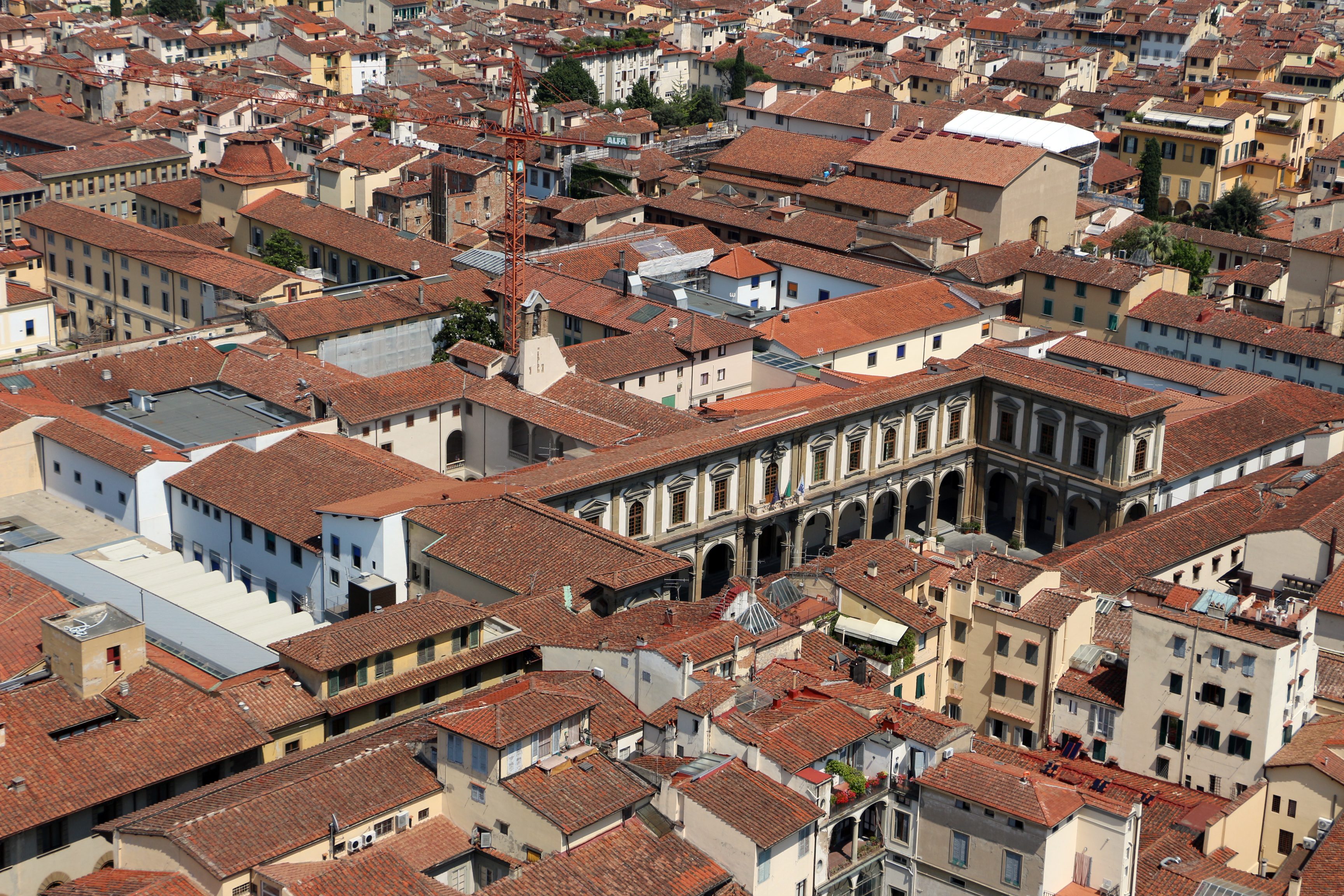
Veduta dell'ospedale dall'alto

Il completamento del loggiato che circonda la piazza antistante l'ospedale risale appena all'immediato dopoguerra, quando nell'ambito dei lavori all'attigua sede storica della Cassa di Risparmio di Firenze, l'architetto Nello Bemporad mise in opera il lato ovest riprendendo fedelmente il progetto incompiuto dell'Ammannati, con termine dei lavori nel 1960 (l'impresa è ricordata da una lunga epigrafe in latino posta sotto il loggiato e dovuta a Ugo Enrico Paoli).
Al termine dei lavori, per intervenire sullo stridente contrasto tra la parte nuova e quella antica e visibilmente degradata, si procedette al restauro dell'intero fronte, sempre con la direzione di Nello Bemporad. 
Nel 1968 la riforma ospedaliera trasformò l'opera pia di Santa Maria Nuova in un Ente autonomo finalizzato a un pubblico servizio per l'interesse sociale della collettività. Nel 1978 la gestione ospedaliera venne organizzata a livello regionale con l'organizzazione delle Unità sanitarie locali.
Al 1996 si data un ulteriore intervento sulla facciata, come cantiere inserito tra quelli straordinari finanziati in occasione dello svolgimento a Firenze del Consiglio Europeo del 21-22 giugno di quell'anno, con conclusione dei lavori - estesi anche ai chiostri - nel 2014. 
Attualmente l'ospedale è interessato da un cantiere interno frutto di un "Piano straordinario per la riqualificazione dell'assistenza sanitaria dell'area fiorentina" promosso dalla Regione Toscana nel 1999-2000.
La funzione ospedaliera, ancora oggi di fondamentale importanza per la città, tuttavia ha messo spesso in secondo piano il godimento delle opere d'arte e dei luoghi di grandissimo pregio architettonico e storico, spesso inaccessibili o mortificati dalle esigenze pratiche e sanitarie. Una nuova consapevolezza in questo senso ha tuttavia portato all'apertura di un piccolo museo entro un nuovo ingresso monumentale nel 2014, visitabile solo su appuntamento e conservante solo una piccola parte dei capolavori tuttora posseduti dall'ospedale.

## Descrizione

### Il loggiato

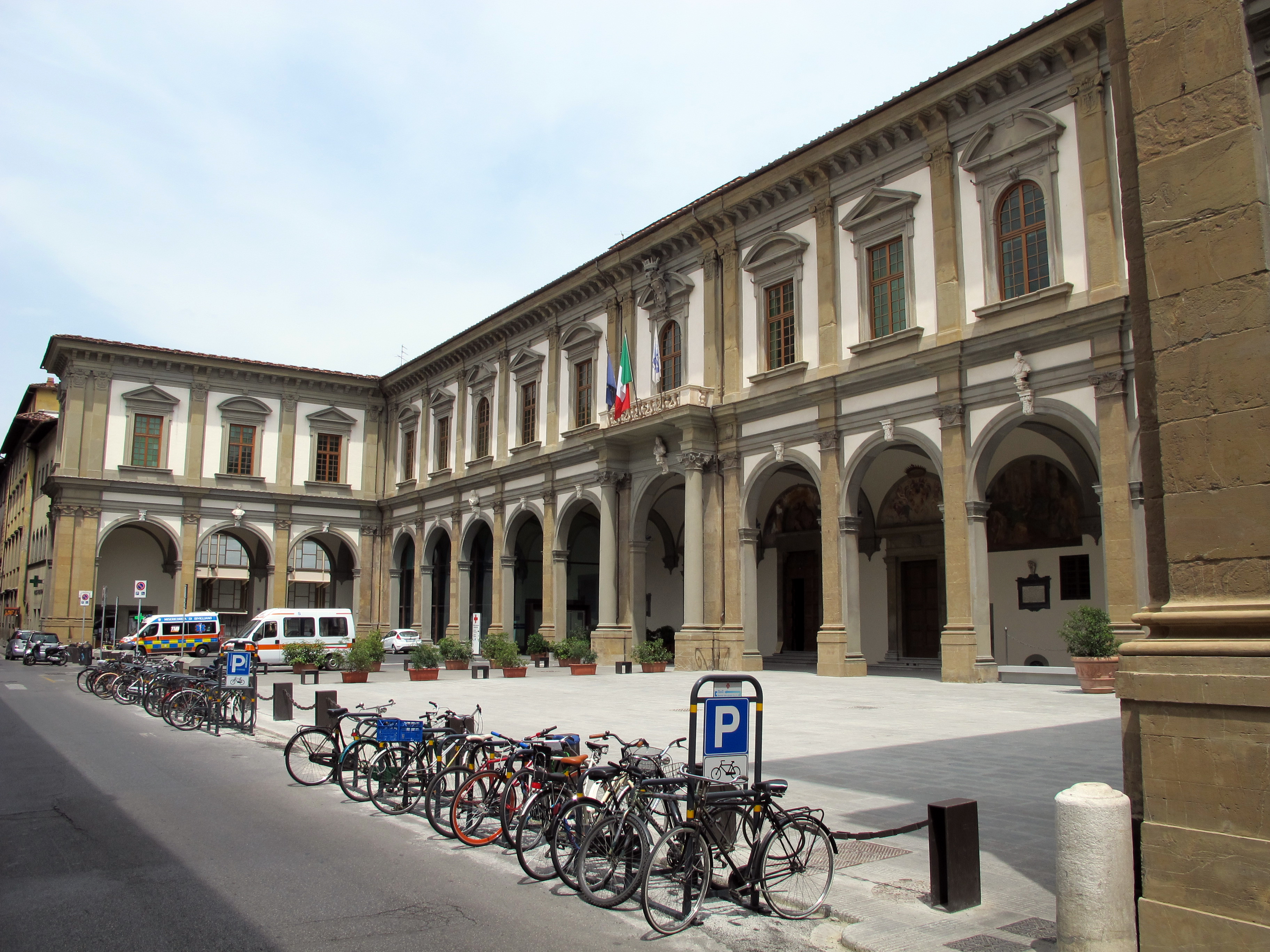
Il loggiato

La loggia del fronte principale si sviluppa su tre lati, "abbracciando" il piazzale dell'ospedale e quindi protendendosi verso la città, ma anche raccordando tutte le strutture gotiche e rinascimentali preesistenti, indicando chiaramente quelli che erano gli ingressi dei reparti maschile e femminile. Gli archi a tutto sesto (per undici campate al centro e tre ai lati), sono incorniciati da paraste su plinti in pietraforte, con capitello ionico di rielaborazione manieristica, le quali proseguono anche al piano superiore, oltre il cornicione marcapiano. Al piano superiore si alternato finestre rettangolari con timpano triangolare o semicircolare. A coronamento dell'edificio un cornicione con mensolette, che creano un elegante effetto di chiaroscuro. Pur nella classica sobrietà fiorentina, l'architettura si caratterizza da una misurata policromia, fatta dal diverso ricorso ai materiali tipici della zona: la pietraforte per gli elementi portanti esterni, la pietra serena per quelli interni (archi e piedritti delle campate), l'intonaco chiaro per le murature di riempimento e il marmo bianco per alcuni elementi decorativi, quali le chiavi d'arco e i cinque busti che ricorrono sulle arcate a distanze regolari: 
- Cosimo II di Chiarissimo Fancelli (1620)
- Ferdinando II di Bartolomeo Cennini
- Cosimo III di Carlo Marcellini
- Gian Gastone di Antonio Montauti
- Bernardo Buontalenti, di Mario Moschi (1960)

Il centro è enfatizzato da due colonne libere che reggono il balcone delle stanze dello spedalingo, con un grande stemma mediceo incorniciato da un esuberante cartiglio; al piano terra si trova il portale della chiesa di Sant'Egidio, con la copia dell'Incoronazione della Vergine di Dello Delli (l'originale è nell'atrio principale d'accesso).
Sotto il portico sono grandi lunette ad affresco con Storie della Vergine, opera di Antonio Circignani detto il Pomarancio eseguite tra 1613 e 1615 e raffiguranti, nell'ordine, da sinistra, la Disputa al tempio, la Strage degli Innocenti, l'Adorazione dei Magi, l'Adorazione dei pastori e, alla testata di destra il più grande affresco con l'Annunciazione, sempre del Circignani.

### Le sale di rappresentanza

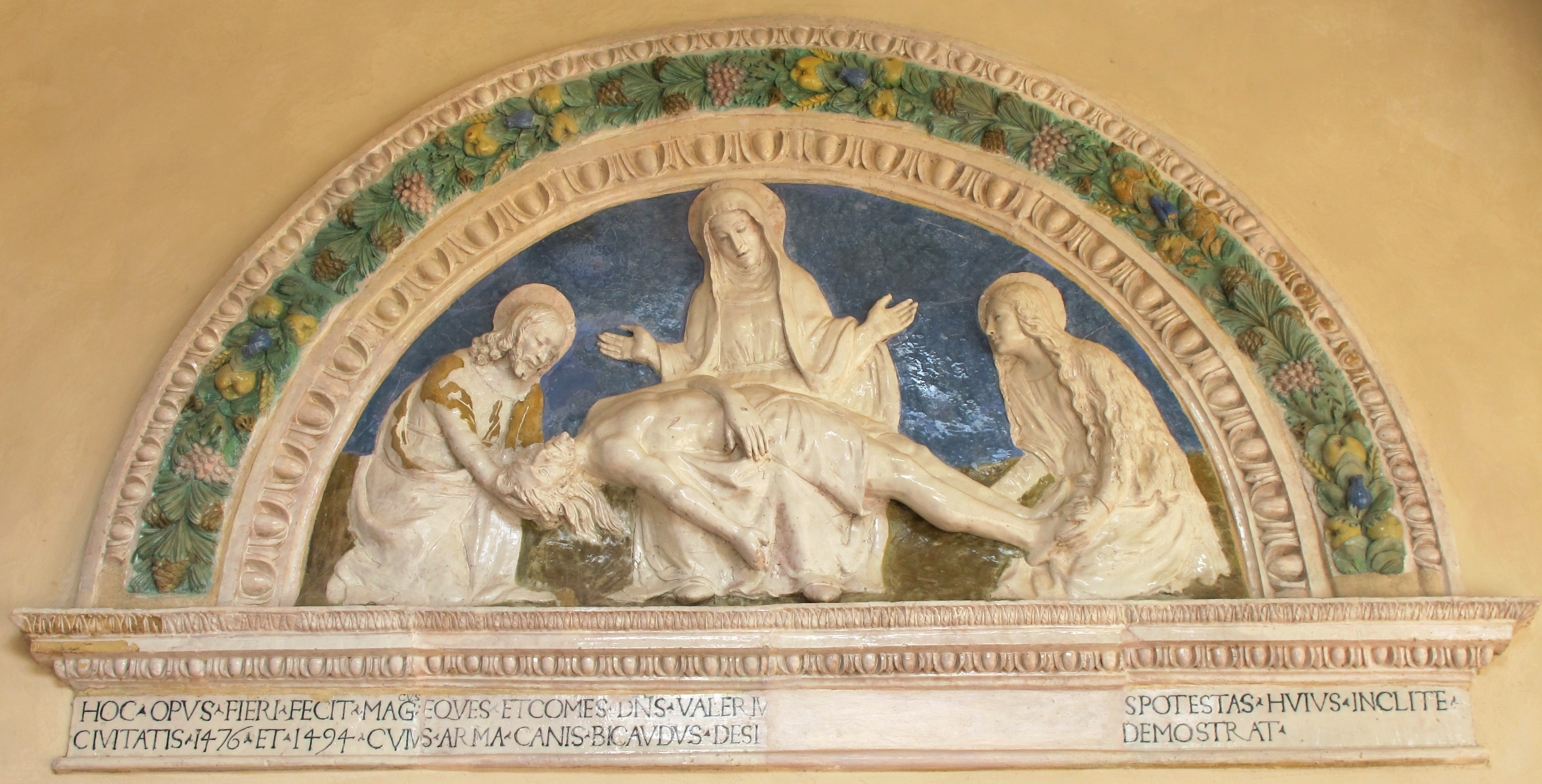
Pietà di Giovanni della Robbia

Nelle stanze dell'amministrazione (sala della Presidenza e salone di Martino V), alle quali si accede dallo scalone dell'ex chiostro delle Ossa, si conservano affreschi staccati e altre opere provenienti dalla facciata della chiesa di Sant'Egidio, dall'ospedale e da altri conventi.

### Il chiostro delle Medicherie
Risalente al 1420, è composto da un porticato su quattro lati, con volte rette da pilastri ottagonali con capitello a foglie d'acqua ed affreschi a carattere geometrico-araldico. Vi si conservano una terracotta invetriata raffigurante La Pietà di Giovanni della Robbia e un'altra terracotta con la Madonna col Bambino e due angeli, attribuita a Dello Delli. 

### Il chiostro delle Ossa

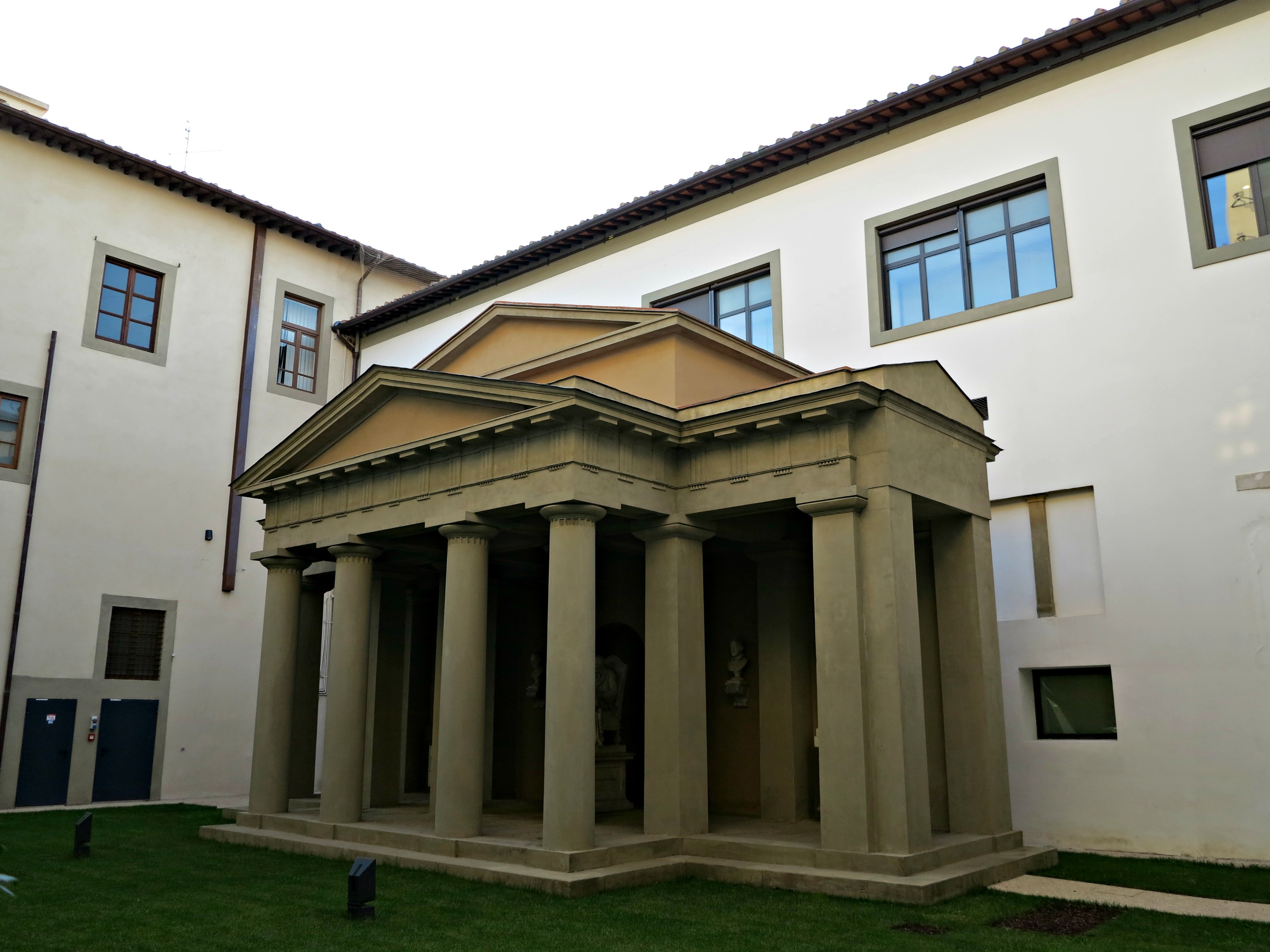
Il chiostro delle Ossa

Nel cosiddetto chiostro delle Ossa, già luogo di sepoltura, fu costruito nel XIX secolo un tempietto in pietra serena, con colonne e pilastri, recante al centro la statua del marchese Angiolo Galli Tassi, opera di Leopoldo Costoli, con l'iscrizione: "Al benefattore, i beneficiati - Anno MDCCCLXIII" e, sul davanti: "Al conte Angiolo Galli - che emulando la carità degli antichi - l'avito patrimonio legava - agli ospedali toscani": egli aveva infatti fatto dono all'ospedale delle due ville Ruspoli già in suo possesso.
Qui si trova anche la lapide con il ritratto di Monna Tessa, la leggendaria ispiratrice di Folco Portinari, proveniente dalla piccola chiesa di Santa Margherita de' Cerchi.

### L'ex spezieria

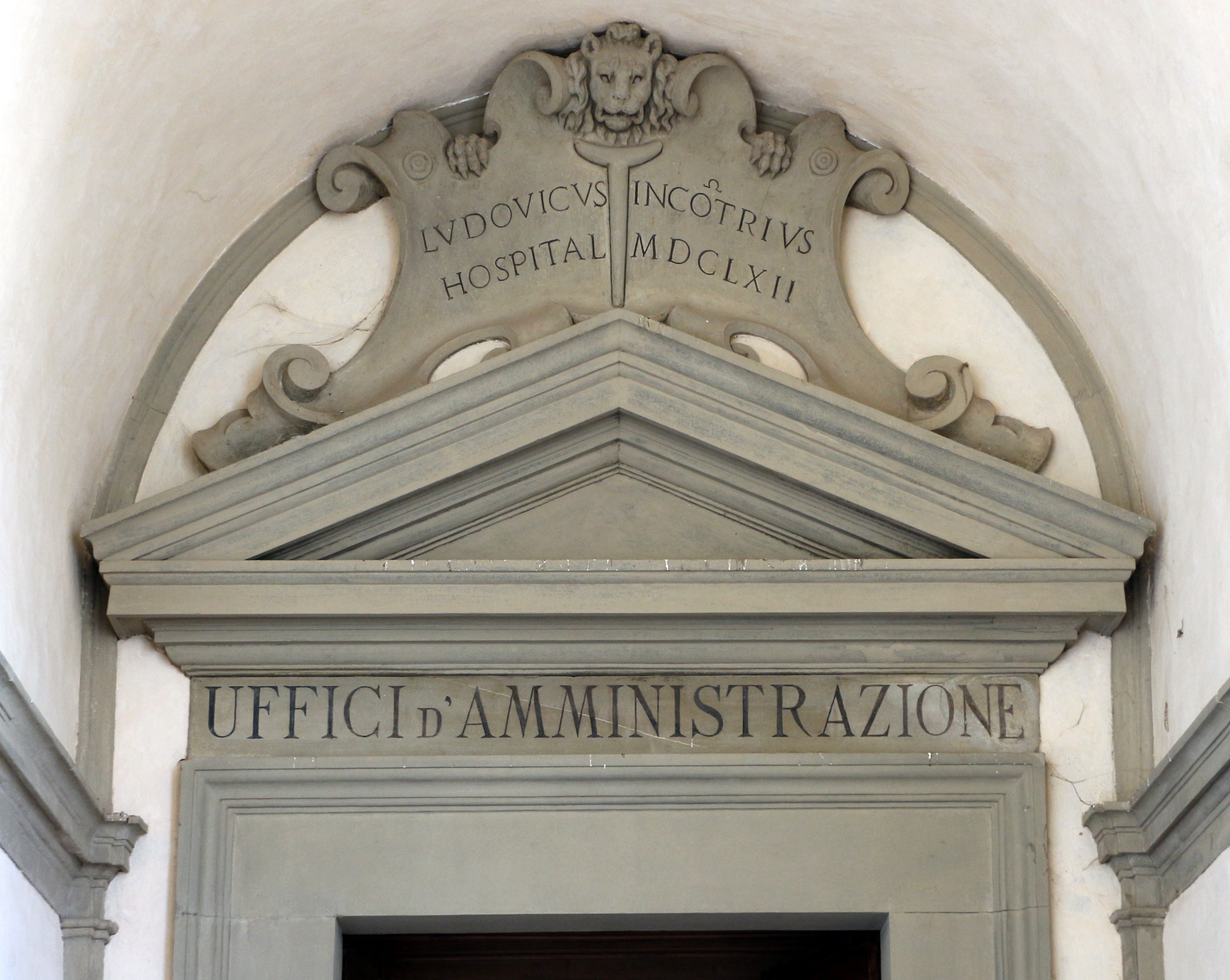
Ingresso alle sale di rappresentanza con stemma dell'ospedale, realizzato al tempo dello spedalingo Ludovico Incontri, 1662

L'edificio della farmacia, in angolo con via Bufalini, ha una storia strettamente legata a quella del vicino ospedale: era originariamente una spezieria con il compito di preparare i rimedi indicati dai medici e, dopo un periodo di decadenza, l'insieme fu ristrutturato e rinnovato per volontà di Pietro Leopoldo nel 1789, tuttavia in forme oltremodo semplici, che dal lato della piazza determinavano un esteso fronte con rare bucature, non essendo stato ancora realizzato il terzo braccio del loggiato. Dopo i lavori degli anni 1959-1960 l'immobile non fu interessato da riconfigurazioni significative, come documentano le fotografie precedenti all'apertura del cantiere, che in particolare mostrano (come è ancora possibile rilevare oggi) un corpo di fabbrica organizzato sulla via su tre piani per quattro assi, con al terreno un portone incorniciato da conci lapidei decentrato al secondo asse, e l'ingresso della farmacia in corrispondenza del terzo e quarto asse.

### Reparti di degenza e servizi
- Pronto soccorso e osservazione breve intensiva
- Degenza subintensiva medicina d'urgenza
- Degenza breve
- Chirurgia bariatrica e metabolica
- Chirurgia generale
- Otorinolaringoiatria
- Ortopedia e traumatologia
- Medicina generale sezioni A1, B e C
- Psichiatria (Servizio psichiatrico di diagnosi e cura)
- Terapia intensiva (Rianimazione)
- UTIC
- Degenza subintensiva medica
- Day hospital medico
- Day hospital oncologico
- Radiologia
- Endoscopia digestiva
- Emodialisi
- Centro prelievi
- Laboratorio analisi
- Poliambulatorio: Ambulatorio chirurgico, ortopedico, otorinolaringoiatrico
- Ambulatorio di cardiologia
- Ambulatorio di neurologia

## Confraternite
Negli annessi della chiesa di Sant'Egidio e dell'ospedale ebbero sede alcune confraternite, tra cui:
- Compagnia della Santa Croce dei Tessitori di seta
- Compagnia del Crocifisso e Santa Maria Maddalena dei Bianchi
- Compagnia di San Filippo Benizi
- Compagnia di Santa Maria dei Raccomandati della Crocetta

## Opere d'arte principali
Sono escluse le opere nella chiesa di Sant'Egidio e quelle nel complesso delle Oblate.
| Artista                                                    | Opera                                                                                | Anno                  | Posto                                                                                    | Note        |
| ---------------------------------------------------------- | ------------------------------------------------------------------------------------ | --------------------- | ---------------------------------------------------------------------------------------- | ----------- |
| Scuola fiorentina                                          | lastra tombale di Monna Tessa                                                        | 1327-1330 c.          | chiostro delle Ossa, dalla prima cappella dell'ospedale Portinari                        |             |
| Niccolò di Tommaso                                         | Madonna in trono e santi                                                             | 1350-1375 c.          | sale di rappresentanza                                                                   |             |
| Maestro di San Martino a Mensola                           | Madonna in trono tra i santi Giuliano e Antonio abate                                | 1390 c.               | sale di rappresentanza                                                                   |             |
| Niccolò Gerini                                             | Resurrezione                                                                         | 1410 c.               | museo, dall'ospedale degli uomini                                                        |             |
| Dello Delli                                                | Incoronazione di Maria                                                               | 1420 c.               | atrio, dal portale di Sant'Egidio                                                        |             |
| Dello Delli                                                | Madonna col Bambino e angeli                                                         | 1420 c.               | chiostro delle Medicherie                                                                |             |
| Bicci di Lorenzo                                           | Consacrazione di Sant'Egidio                                                         | 1424 c.               | Salone di Martino V (dall'antica facciata)                                               | con sinopia |
| Andrea del Castagno                                        | Crocifissione di Santa Maria Nuova                                                   | 1440-1444             | sale di rappresentanza, da ambienti acquistati dal monastero di Santa Maria degli Angeli |             |
| Lorenzo Ghiberti                                           | Padre Eterno benedicente                                                             | 1450                  | depositi, da Sant'Egidio                                                                 |             |
| Andrea della Robbia                                        | Madonna col Bambino                                                                  | 1470-1475 c.          | sale di rappresentanza                                                                   |             |
| Gherardo del Fora (con ridipinture di Francesco del Brina) | Papa Martino V dà l'abito e privilegi allo spedalingo di Santa Maria Nuova           | 1472 c. (poi 1560 c.) | atrio, dalla facciata di Sant'Egidio                                                     |             |
| Scuola del Verrocchio                                      | Busto di Cristo                                                                      | 1490 c.               | museo                                                                                    |             |
| Filippino Lippi (bottega)                                  | Madonna col Bambino                                                                  | 1490-1500 c.          | sale di rappresentanza                                                                   |             |
| Giovanni della Robbia                                      | Pietà                                                                                | 1494                  | chiostro delle Medicherie                                                                |             |
| Leonardo del Tasso                                         | Crocifisso                                                                           | 1495-1500 c.          | museo                                                                                    |             |
| Francesco da Sangallo                                      | Crocifisso                                                                           | 1515-1525 c.          | museo                                                                                    |             |
| Domenico Puligo                                            | Madonna col Bambino e san Giovannino                                                 |                       | sale di rappresentanza                                                                   |             |
| Giambologna                                                | Figure femminili con stemma                                                          |                       | ex-cappella della corsia degli uomini                                                    |             |
| Francesco Mati su dis. di Alessandro Allori                | Quattro Evangelisti                                                                  |                       | ex-cappella della corsia degli uomini                                                    |             |
| Alessandro Allori                                          | Samaritana al pozzo                                                                  | 1577                  | chiostro Grande                                                                          |             |
| Taddeo Zuccari                                             | Annunciazione                                                                        | 1580 c.               | loggiato                                                                                 |             |
| Scuola di Santi di Tito                                    | Madonna incoronata col Bambino tra le sante Caterina d'Alessandria e Maria Maddalena | 1590 c.               | bookshop                                                                                 |             |
| Giovanni Bilivert                                          | Martirio di san Callisto                                                             | 1610 ante             | sale di rappresentanza                                                                   |             |
| Antonio Cercignani                                         | Storie di Cristo                                                                     | 1616 c.               | loggiato                                                                                 |             |
| Giovanni da San Giovanni                                   | Carità                                                                               | 1619 c.               | da un tabernacolo in via Folco Portinari, chiostro delle Ossa                            |             |
| Cesare Dandini                                             | Madonna col Bambino e san Giovannino                                                 |                       | sale di rappresentanza                                                                   |             |
| Giovanni Battista Caccini                                  | Busto di Cosimo II de' Medici                                                        | 1620                  | loggiato                                                                                 |             |
| Felice Palma                                               | Crocifisso                                                                           | 1620                  | museo                                                                                    |             |
| Luca da Faenza (attr.)                                     | Ritratto di Folco Portinari                                                          | 1624-1635             | ufficio del presidente                                                                   |             |
| Luca da Faenza (attr.)                                     | Ritratto di Bonifacio Lupi                                                           | 1624-1635             | ufficio del presidente                                                                   |             |
| Luca da Faenza (attr.)                                     | Ritratto di Lelmo Balducci                                                           | 1624-1635             | ufficio del presidente                                                                   |             |
| Raffaello Petrucci                                         | Clelia                                                                               | 1645 c.               | scalone di rappresentanza                                                                |             |
| Simone Pignoni                                             | Maddalena penitente                                                                  | 1650 c.               | museo                                                                                    |             |
| Alfonso Boschi (attr.)                                     | Madonna col Bambino e santi indicano ai malati l'ospedale di Santa Maria Nuova       |                       | bookshop                                                                                 |             |
| Bartolomeo Cennini                                         | Busto di Ferdinando II de' Medici                                                    |                       | loggiato                                                                                 |             |
| Carlo Marcellini                                           | Busto di Cosimo III de' Medici                                                       |                       | loggiato                                                                                 |             |
| Antonio Montauti                                           | Busto di Gian Gastone de' Medici                                                     | 1710 c.               | loggiato                                                                                 |             |
| Sebastiano Galeotti                                        | Allegoria della Carità                                                               | 1710 c.               | auditorium                                                                               |             |
| Gaspare Lopez e Ignazio Hugford                            | Paesaggio con bosco e pastore                                                        | 1732 ante             | sale di rappresentanza                                                                   |             |
| Giuseppe Bezzuoli                                          | Ritratto della madre del Pistolesi                                                   | 1827                  | sale di rappresentanza                                                                   |             |
| Leopoldo Costoli                                           | Monumento al marchese Angiolo Galli Tassi                                            | 1873                  | chiostro delle Ossa                                                                      |             |
| Federico Andreotti                                         | Ritratto di fanciulla con fiori                                                      | 1890 c.               | sale di rappresentanza                                                                   |             |
| Antonio Maraini                                            | Monumento funebre a Giacomo Corra                                                    | 1921                  | chiostro delle Ossa                                                                      |             |
| Mario Moschi                                               | Busto di Bernardo Buontalenti                                                        | 1960                  | loggiato                                                                                 |             |

## Opere già in Santa Maria Nuova
Lista delle principali opere già in Santa Maria Nuova.
| Artista                                                                       | Opera | Anno                              | Collocazione prec.                            | Collocazione oggi                                                    |
| ----------------------------------------------------------------------------- | --- | --------------------------------- | --------------------------------------------- | -------------------------------------------------------------------- |
| Scuola fiorentina                                                             | Madonna col Bambino                                                                                           | 1288 c. (ridipinta nel XV secolo) | forse dal primo oratorio dei Portinari        | convento delle Oblate Ospitaliere Francescane di Monna Tessa         |
| Maestro della Croce delle Oblate                                              | Crocifisso sagomato e dipinto                                                                                 | 1288-1300 c.                      |                                               | convento delle Oblate Ospitaliere Francescane di Monna Tessa         |
| Maestro della Cappella Velluti                                                | Crocifisso sagomato e dipinto                                                                                 | 1310 c.                           |                                               | convento delle Oblate Ospitaliere Francescane di Monna Tessa         |
| Giottino (attr.)                                                              | altarolo portatile                                                                                            | 1300 secolo                       |                                               | convento delle Oblate Ospitaliere Francescane di Monna Tessa         |
| Taddeo Gaddi                                                                  | sportelli di altarolo portatile                                                                               | 1340 c.                           |                                               | Cortona, MAEC                                                        |
| Andrea di Bonaiuto                                                            | Sant'Agnese e Santa Domitilla                                                                                 | 1370 c.                           |                                               | Galleria dell'Accademia                                              |
| Don Silvestro dei Gherarducci                                                 | Madonna dell'Umiltà                                                                                           | 1370-1375 c.                      |                                               | Galleria dell'Accademia                                              |
| Niccolò di Buonaccorso                                                        | Storie della Vergine                                                                                          | 1380 c.                           |                                               | Uffizi, National Gallery di Londra e Metropolitan Museum di New York |
| Jacopo da Firenze                                                             | Madonna col Bambino tra i santi Pietro e Paolo                                                                | 1300 sec.                         |                                               | sale di rappresentanza                                               |
| Andrea di Giusto (scuola)                                                     | Gesù benedicente                                                                                              |                                   |                                               | Galleria dell'Accademia                                              |
| Niccolò Gerini                                                                | Madonna col Bambino                                                                                           | 1395-1400 c.                      |                                               | convento delle Oblate Ospitaliere Francescane di Monna Tessa         |
| Maestro Orcagnesco                                                            | Madonna dell'Umiltà, angeli e santi                                                                           | 1400-1410 c.                      |                                               | Galleria dell'Accademia                                              |
| Pseudo Ambrogio di Baldese                                                    | Madonna col Bambino tra quattro santi                                                                         | 1400-1410 c.                      |                                               | convento delle Oblate Ospitaliere Francescane di Monna Tessa         |
| Lorenzo Monaco                                                                | Crocifissione                                                                                                 | 1410 c.                           | convento delle Oblate                         | Museo dello Spedale degli Innocenti                                  |
| Lorenzo Monaco                                                                | crocifissione tra Maria dolente, san Francesco e un donatore                                                  | 1410 c.                           |                                               | Galleria dell'Accademia                                              |
| Lorenzo Monaco                                                                | Crocifisso sagomato e dipinto                                                                                 | 1410 c.                           |                                               | Galleria dell'Accademia                                              |
| Bartolomeo di Fruosino                                                        | Crocifisso sagomato e dipinto                                                                                 | 1411                              |                                               | Galleria dell'Accademia                                              |
| Lorenzo Monaco                                                                | Adorazione dei Magi                                                                                           | 1420-1425                         | Sant'Egidio                                   | Uffizi                                                               |
| Beato Angelico                                                                | Incoronazione della Vergine                                                                                   | 1425 c.                           | Sant'Egidio                                   | Uffizi                                                               |
| Bicci di Lorenzo                                                              | Madonna in trono col Bambino con sinopia                                                                      | 1425-1430                         |                                               | convento delle Oblate Ospitaliere Francescane di Monna Tessa         |
| Zanobi Strozzi                                                                | Madonna col Bambino e quattro angeli                                                                          | 1434-1439                         |                                               | Museo di San Marco                                                   |
| Maestro di Borgo alla Collina                                                 | Maestà e santi                                                                                                | 1435 c.                           |                                               | Galleria dell'Accademia                                              |
| Andrea di Giusto                                                              | Madonna col Bambino e due angeli                                                                              | 1435 c.                           |                                               | Galleria dell'Accademia                                              |
| Domenico Veneziano, Paolo Uccello, Alesso Baldovinetti, Piero della Francesca | Storie della Vergine frammenti e sinopie                                                                      | 1439-1461                         | Sant'Egidio                                   | Museo del Cenacolo di Sant'Apollonia                                 |
| Luca della Robbia                                                             | tabernacolo                                                                                                   | 1441                              | cappella di San Luca                          | chiesa di Santa Maria a Peretola                                     |
| Filippo Lippi                                                                 | Madonna col Bambino e disegno di testa virile                                                                 | 1445 c.                           |                                               | palazzo Medici Riccardi                                              |
| Apollonio di Giovanni                                                         | Madonna in trono e santi                                                                                      | 1450 c.                           |                                               | convento delle Oblate Ospitaliere Francescane di Monna Tessa         |
| Luca della Robbia                                                             | Madonna col Bambino                                                                                           | 1450 c.                           |                                               | Museo del Bargello                                                   |
| Pseudo Pier Francesco Fiorentino                                              | Adorazione del Bambino                                                                                        | 1450-1475 c.                      |                                               | Galleria dell'Accademia                                              |
| Sandro Botticelli                                                             | Madonna col Bambino, san Giovannino e due angeli                                                              | 1468-1470 c.                      |                                               | Galleria dell'Accademia                                              |
| Cosimo Rosselli                                                               | Madonna della stella                                                                                          | 1470 c.                           |                                               | Galleria dell'Accademia                                              |
| Hans Memling                                                                  | Ritratto di Tommaso e di Maria Portinari                                                                      | 1470-1480 c.                      |                                               | Metropolitan Museum di New York                                      |
| Andrea del Verrocchio                                                         | Madonna col Bambino                                                                                           | 1475                              |                                               | Museo del Bargello                                                   |
| Hugo van der Goes                                                             | Trittico Portinari                                                                                            | 1483 al posto                     | Sant'Egidio                                   | Uffizi                                                               |
| Hans Memling                                                                  | Trittico di Benedetto Portinari                                                                               | 1487                              |                                               | Uffizi e Gemäldegalerie di Berlino                                   |
| Bartolomeo di Giovanni                                                        | Miracoli di san Benedetto                                                                                     | 1488                              |                                               | Uffizi                                                               |
| Maestro dei Ritratti Baroncelli                                               | Ritratto di Pierantonio Baroncelli e di sua moglie Maria Bonciani                                             | 1490 c.                           |                                               | Uffizi                                                               |
| Neroccio di Bartolomeo                                                        | Storie di san Benedetto                                                                                       |                                   |                                               | Uffizi                                                               |
| Lorenzo di Credi                                                              | Madonna col Bambino, san Giovannino e due angeli                                                              | 1500                              |                                               | Uffizi                                                               |
| Fra Bartolomeo e Mariotto Albertinelli                                        | Giudizio Universale                                                                                           | 1499-1501                         | chiostro delle Ossa                           | Museo di San Marco                                                   |
| Rosso Fiorentino                                                              | Pala dello Spedalingo                                                                                         | 1517                              |                                               | Uffizi                                                               |
| Antonio del Ceraiolo                                                          | Martirio dei Diecimila martiri                                                                                | 1525 c.                           |                                               | convento delle Oblate Ospitaliere Francescane di Monna Tessa         |
| Alessandro Allori                                                             | Profeti e storie del Vecchio Testamento                                                                       | 1575-1576                         | corsia delle donne nel complesso delle Oblate | Spedale degli Innocenti                                              |
| Alessandro Allori                                                             | Madonna col Bambino, san Giovannino e le sante Lia, Agnese, Chiara, Cecilia, Rachele, Agata, Caterina e Lucia | 1575                              | corsia delle donne nel complesso delle Oblate | Galleria dell'Accademia                                              |
| Giovan Battista Naldini                                                       | Visitazione                                                                                                   | 1580 post                         |                                               | Cortona, MAEC                                                        |
| Giambologna                                                                   | altare in pietre dure                                                                                         |                                   | cappella della corsia degli uomini            | chiesa di Santo Stefano al Ponte                                     |
| Jacopo Chimenti                                                               | San Giuseppe                                                                                                  |                                   |                                               | Cortona, MAEC                                                        |
| Mario Balassi                                                                 | Madonna col Bambino e i santi Antonio e Sebastiano                                                            |                                   |                                               | convento delle Oblate Ospitaliere Francescane di Monna Tessa         |
| Simone Pignoni                                                                | Santa Prassede                                                                                                | 1660 c.                           |                                               | convento delle Oblate Ospitaliere Francescane di Monna Tessa         |
| Giuseppe Piattoli                                                             | Annunciazione con angeli                                                                                      | 1700 secolo                       | nuova corsia delle donne                      | palazzo Pitti                                                        |

## Galleria d'immagini

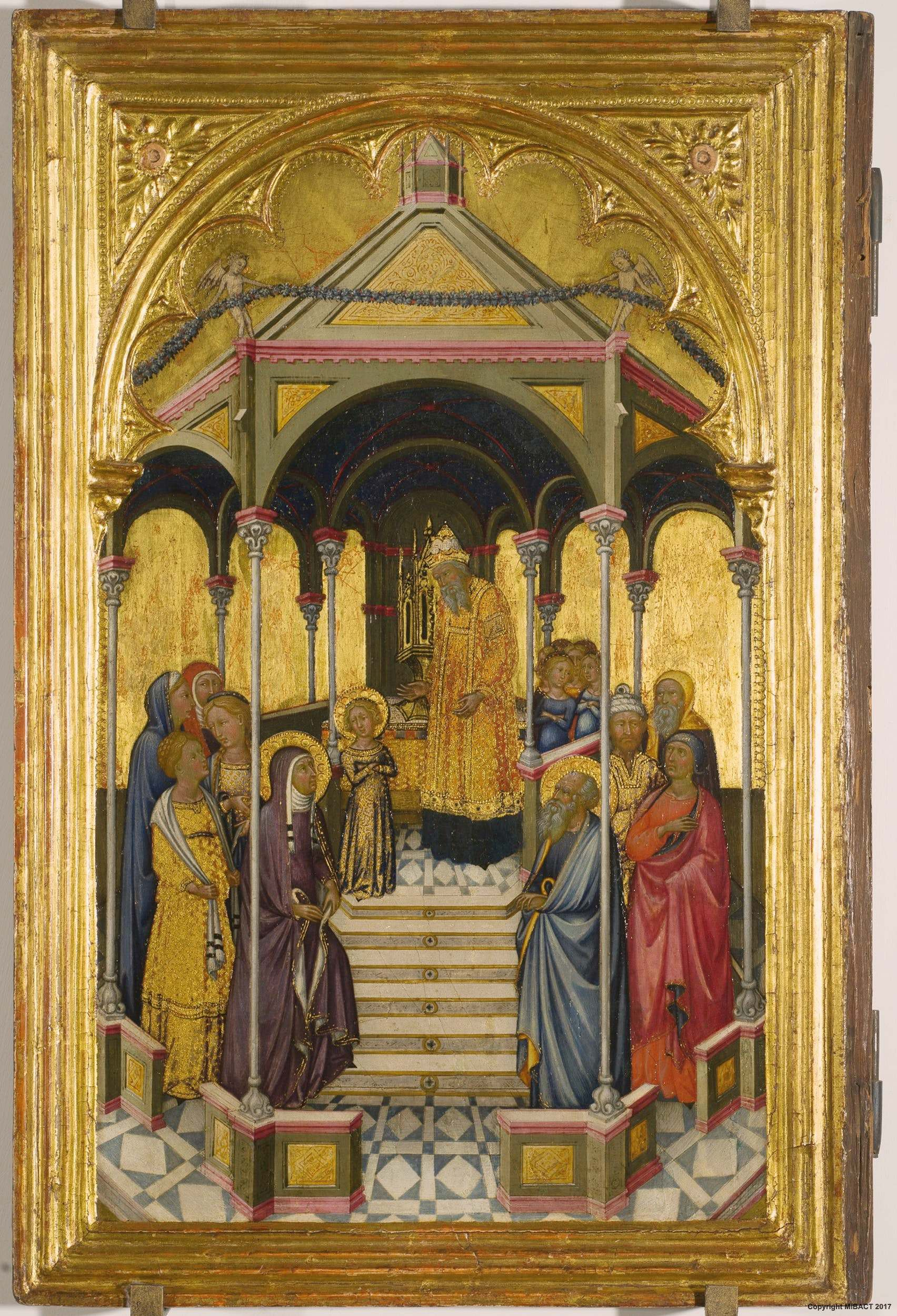
Niccolò di Bonaccorso, Presentazione della Vergine al Tempio, 1380
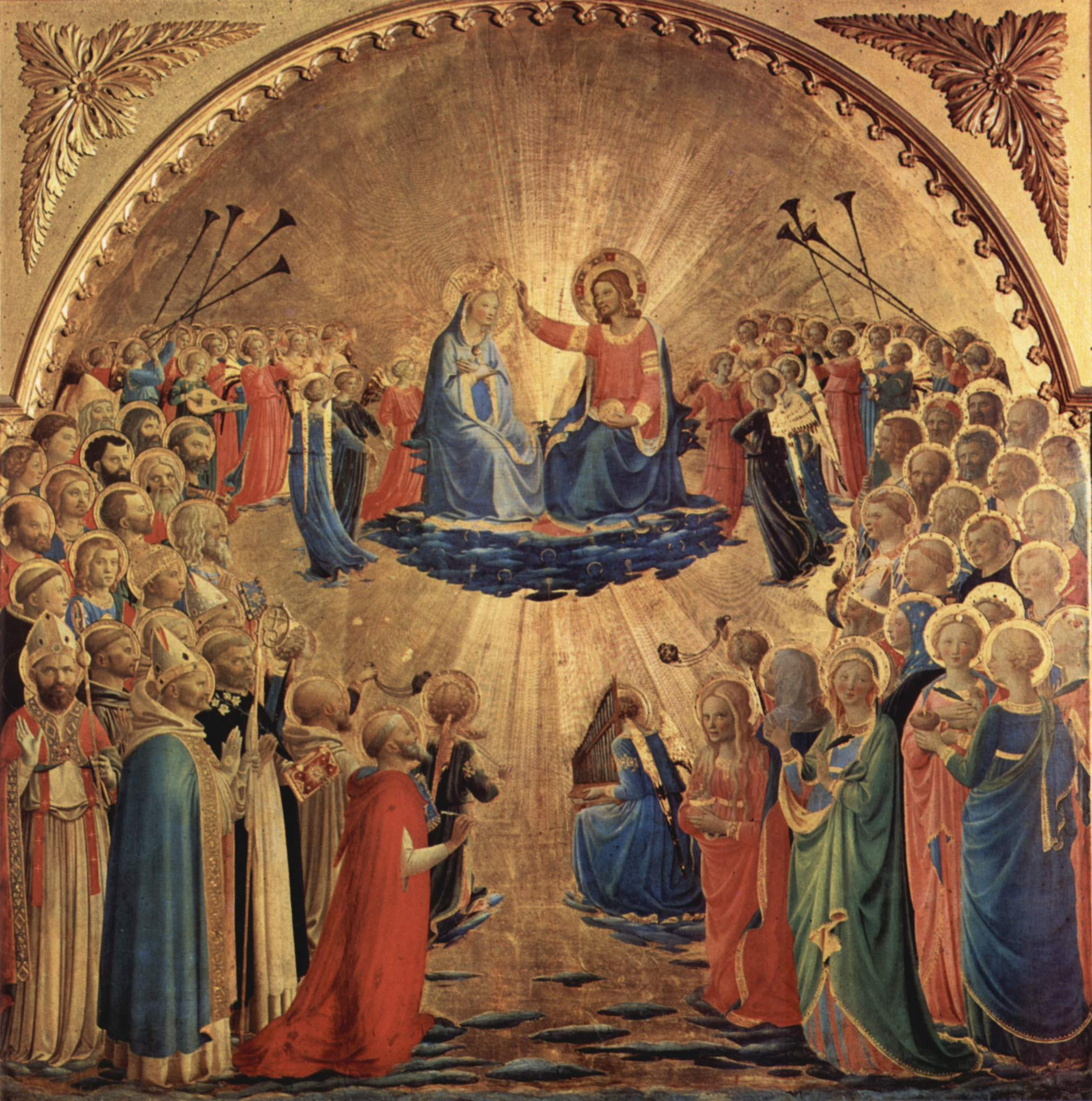
Beato Angelico, Incoronazione della Vergine, 1425 c.
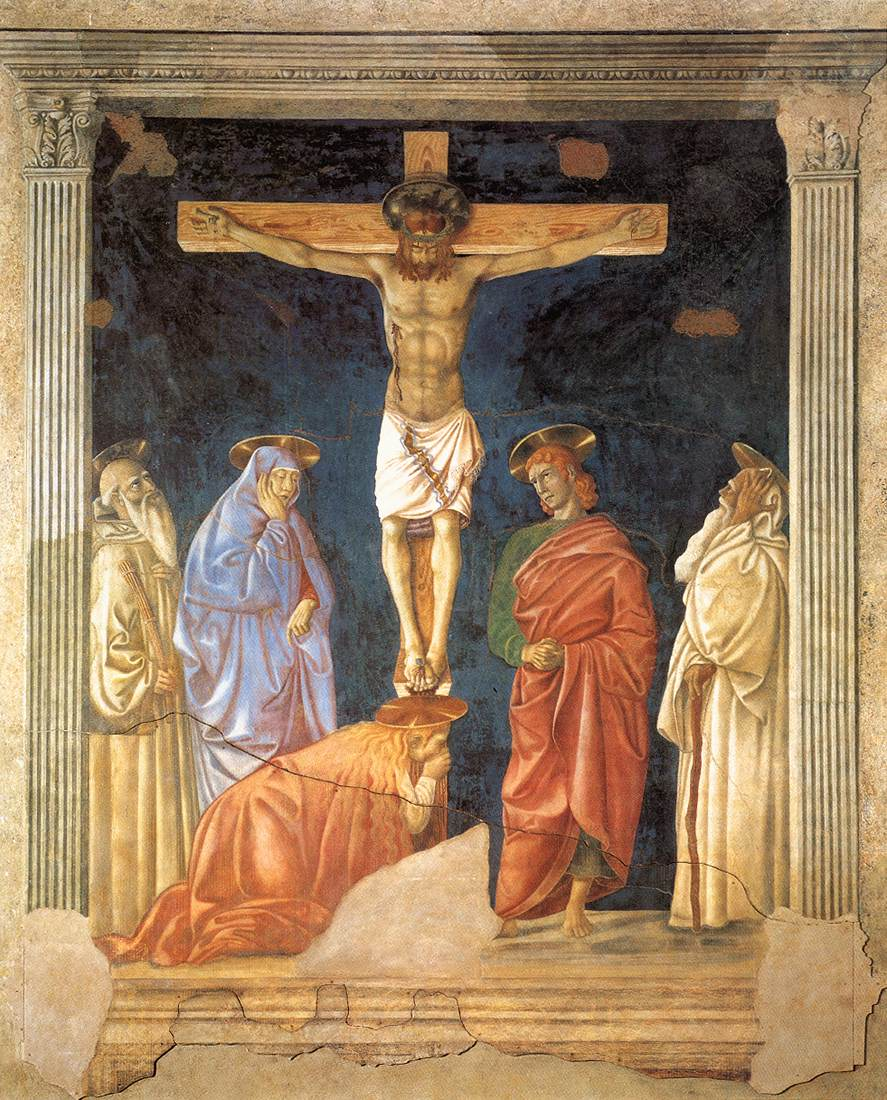
Andrea del Castagno, Crocifissione di Santa Maria Nuova, 1440-1444
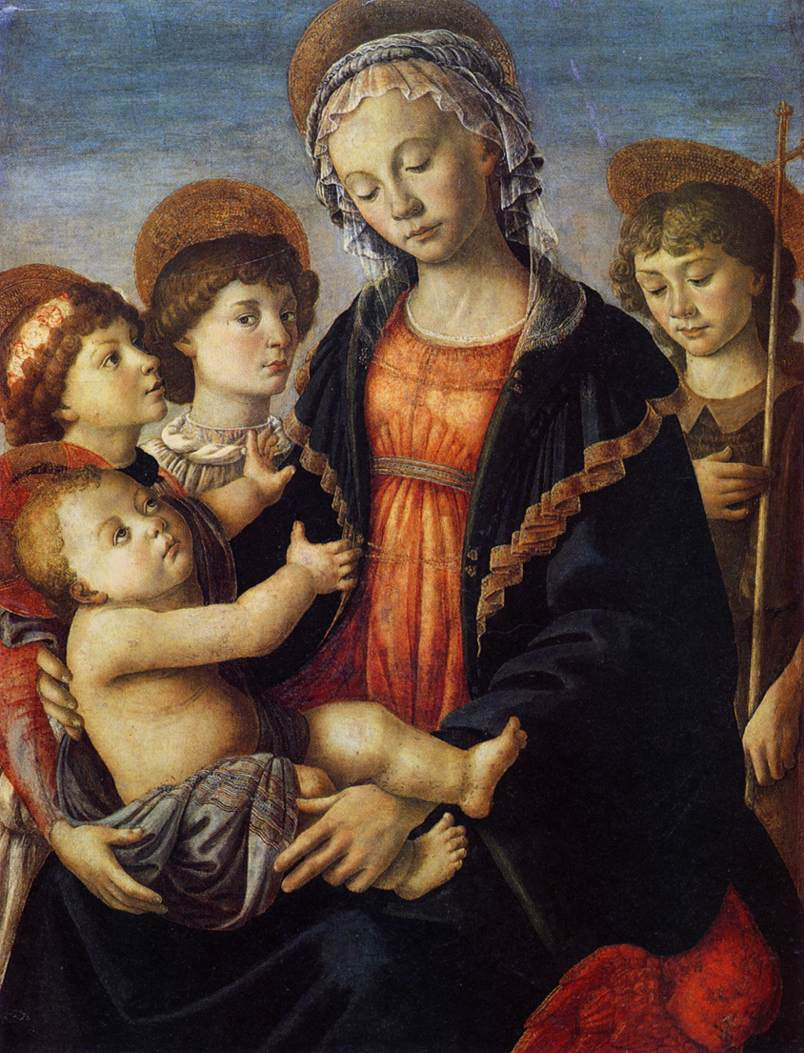
Sandro Botticelli, Madonna col Bambino, san Giovannino e due angeli, 1468-1470 c.
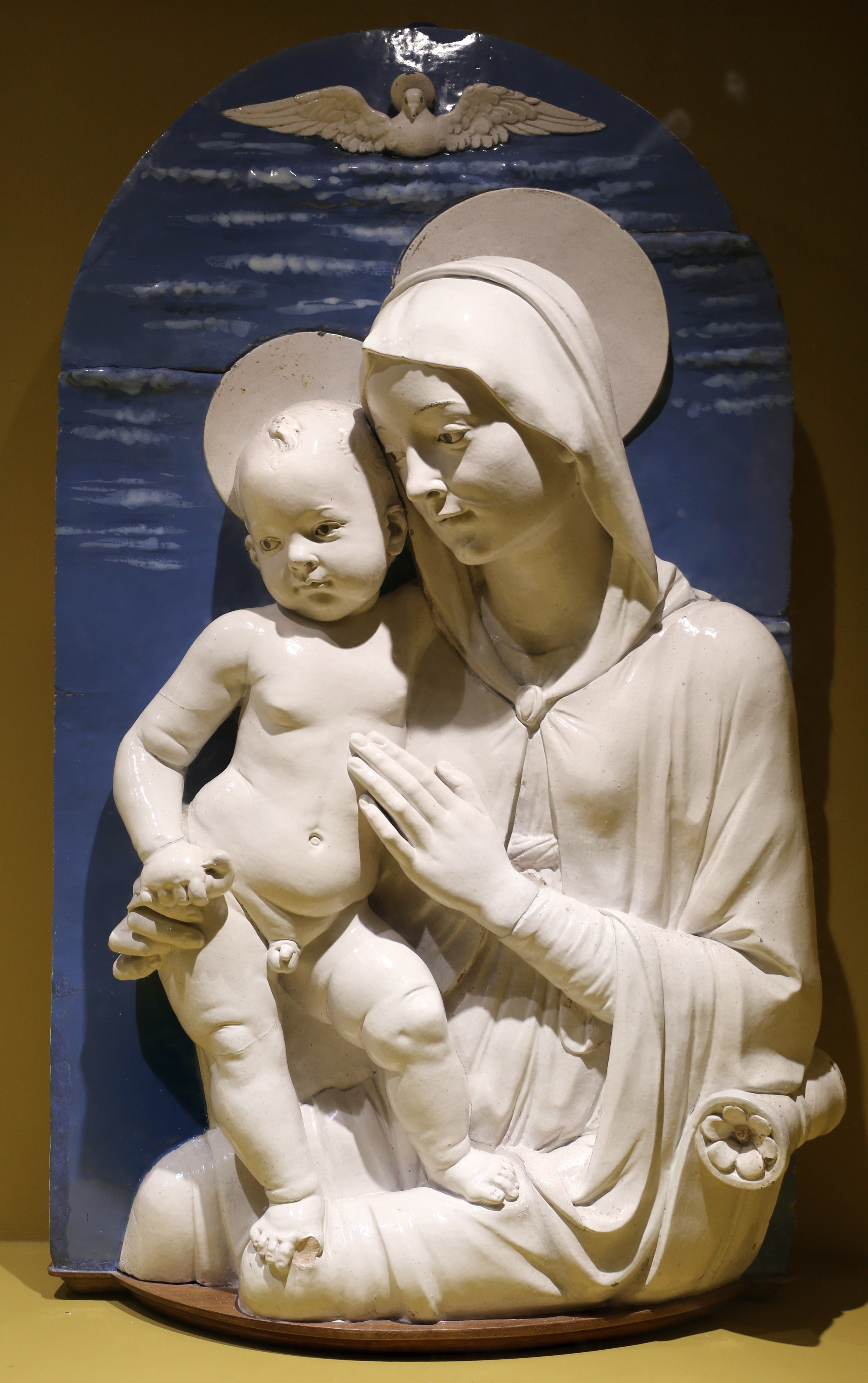
Andrea della Robbia, Madonna col Bambino, 1470-75 c.
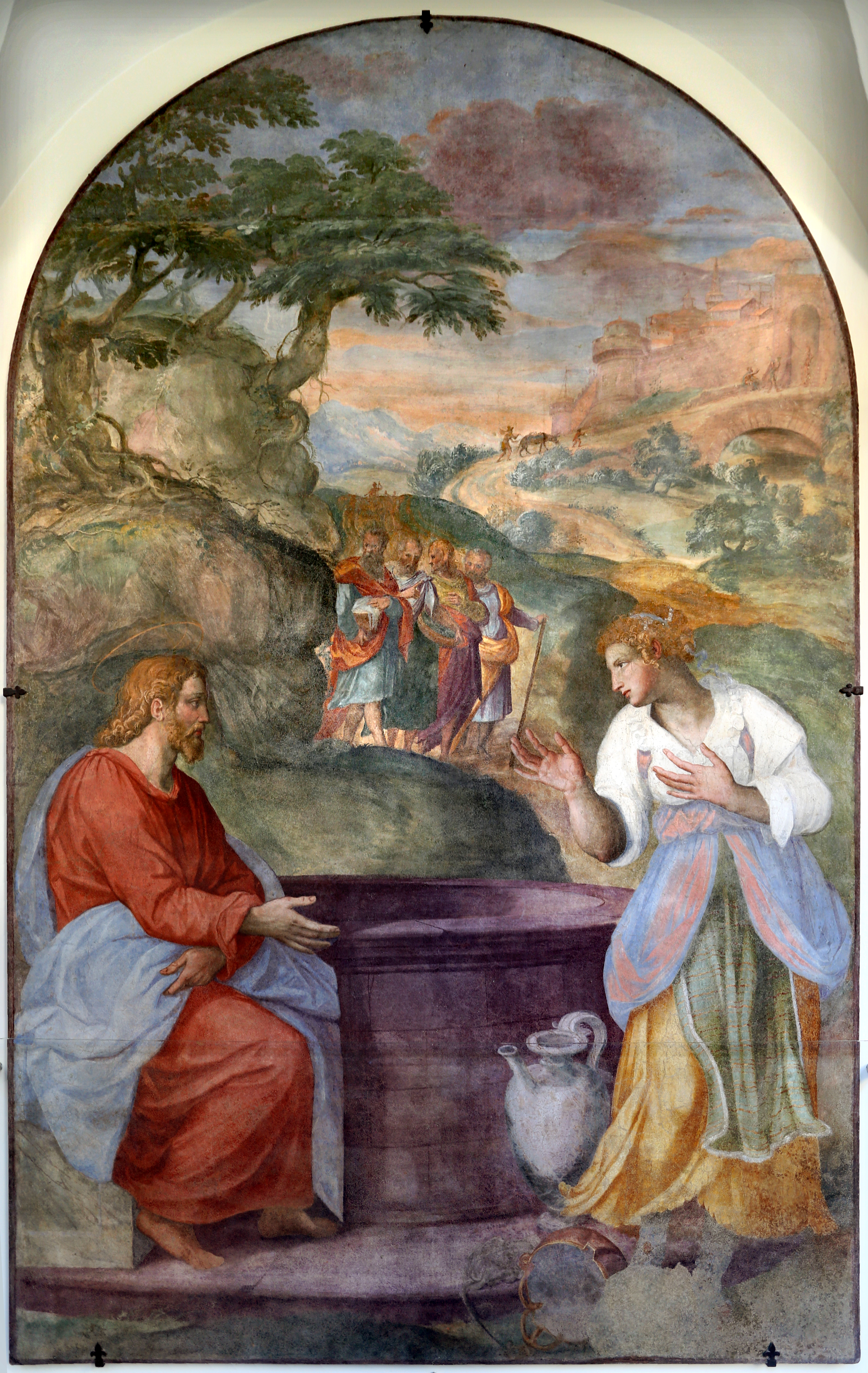
Alessandro Allori, Samaritana al pozzo, 1577